# Dendrocryphaea lamyana
Dendrocryphaea lamyana là một loài Rêu trong họ Cryphaeaceae. Loài này được (Mont.) P. Rao mô tả khoa học đầu tiên năm 2001.